# (1866) Sisyphus
(1866) Sisyphus (of 1972 XA) is de grootste planetoïde van de Apollo groep, ontdekt op 5 december 1972 door de Zwitserse astronoom Paul Wild. Omdat deze planetoïde lid is van de Apollo groep, kruist Sisyphus de baan van de Aarde. De baan is elliptisch: waar zijn perihelium 0,875 AE is, is zijn aphelium 2,913 AE. Daardoor is zijn gemiddelde afstand tot de zon 1,894 AE. Sisyphus heeft een diameter van ongeveer 8,48 kilometer. Dit is te vergelijken met de vermoedelijke diameter van de meteoriet die de Chicxulubkrater in Mexico veroorzaakte.
Sisyphus werd genoemd naar de Griekse mythologische figuur Sisyphus.